# ATP5F1
La subunidad b de la ATP sintasa, mitocondrial es una enzima que en los humanos está codificada por el gen ATP5PB.  
Este gen codifica una subunidad de la ATP sintasa mitocondrial. La ATP sintasa mitocondrial cataliza la síntesis de ATP, utilizando un gradiente electroquímico de protones a través de la membrana interna durante la fosforilación oxidativa. La ATP sintasa está compuesta por dos complejos de múltiples subunidades unidos: el núcleo catalítico soluble, F1, y el componente que atraviesa la membrana, Fo, que comprende el canal de protones. La porción catalítica de la ATP sintasa mitocondrial consta de 5 subunidades diferentes (alfa, beta, gamma, delta y épsilon) ensambladas con una estequiometría de 3 alfa, 3 beta y un único representante de las otras 3. El canal de protones parece tener nueve subunidades (a, b, c, d, e, f, g, F6 y 8). Este gen codifica la subunidad b del canal de protones. 
Las subunidades b forman parte del tallo periférico que une los complejos F1 y FO, y que actúa como estator para evitar que determinadas subunidades giren con el elemento giratorio central. El tallo periférico difiere en la composición de subunidades entre las F-ATPasas mitocondriales, de cloroplasto y bacterianas. En las F-ATPasas bacterianas y de cloroplastos, el tallo periférico está compuesto por una copia de la subunidad delta (homóloga a OSCP en las mitocondrias) y dos copias de la subunidad b en bacterias, o una copia de cada una de las subunidades b y b' en cloroplastos y bacterias fotosintéticas. 

## Otras lecturas
- Gay NJ, Walker JE (1986). «Two genes encoding the bovine mitochondrial ATP synthase proteolipid specify precursors with different import sequences and are expressed in a tissue-specific manner». EMBO J. 4 (13A): 3519-24. PMC 554691. PMID 2868890. doi:10.1002/j.1460-2075.1985.tb04111.x.
- Farrell LB, Nagley P (1987). «Human liver cDNA clones encoding proteolipid subunit 9 of the mitochondrial ATPase complex». Biochem. Biophys. Res. Commun. 144 (3): 1257-64. PMID 2883974. doi:10.1016/0006-291X(87)91446-X.
- Houstĕk J; Andersson U; Tvrdík P; Nedergaard, J; Cannon, B (1995). «The expression of subunit c correlates with and thus may limit the biosynthesis of the mitochondrial F0F1-ATPase in brown adipose tissue». J. Biol. Chem. 270 (13): 7689-94. PMID 7706317. doi:10.1074/jbc.270.13.7689.
- Maruyama K, Sugano S (1994). «Oligo-capping: a simple method to replace the cap structure of eukaryotic mRNAs with oligoribonucleotides». Gene 138 (1–2): 171-4. PMID 8125298. doi:10.1016/0378-1119(94)90802-8.
- Suzuki Y; Yoshitomo-Nakagawa K; Maruyama K; Suyama, Akira; Sugano, Sumio (1997). «Construction and characterization of a full length-enriched and a 5'-end-enriched cDNA library». Gene 200 (1–2): 149-56. PMID 9373149. doi:10.1016/S0378-1119(97)00411-3.
- Elston T, Wang H, Oster G (1998). «Energy transduction in ATP synthase». Nature 391 (6666): 510-3. Bibcode:1998Natur.391..510E. PMID 9461222. S2CID 4406161. doi:10.1038/35185.
- Wang H, Oster G (1998). «Energy transduction in the F1 motor of ATP synthase». Nature 396 (6708): 279-82. Bibcode:1998Natur.396..279W. PMID 9834036. S2CID 4424498. doi:10.1038/24409.
- Jia L; Young MF; Powell J; Yang, Liming; Ho, Nicola C.; Hotchkiss, Robert; Robey, Pamela Gehron; Francomano, Clair A. (2002). «Gene expression profile of human bone marrow stromal cells: high-throughput expressed sequence tag sequencing analysis». Genomics 79 (1): 7-17. PMID 11827452. doi:10.1006/geno.2001.6683.
- Strausberg RL; Feingold EA; Grouse LH; Derge, JG; Klausner, RD; Collins, FS; Wagner, L; Shenmen, CM et al. (2003). «Generation and initial analysis of more than 15,000 full-length human and mouse cDNA sequences». Proc. Natl. Acad. Sci. U.S.A. 99 (26): 16899-903. Bibcode:2002PNAS...9916899M. PMC 139241. PMID 12477932. doi:10.1073/pnas.242603899.
- Cross RL (2004). «Molecular motors: turning the ATP motor». Nature 427 (6973): 407-8. Bibcode:2004Natur.427..407C. PMID 14749816. S2CID 52819856. doi:10.1038/427407b.
- Gerhard DS; Wagner L; Feingold EA; Shenmen, CM; Grouse, LH; Schuler, G; Klein, SL; Old, S et al. (2004). «The Status, Quality, and Expansion of the NIH Full-Length cDNA Project: The Mammalian Gene Collection (MGC)». Genome Res. 14 (10B): 2121-7. PMC 528928. PMID 15489334. doi:10.1101/gr.2596504.
- Gregory SG; Barlow KF; McLay KE; Kaul, R.; Swarbreck, D.; Dunham, A.; Scott, C. E.; Howe, K. L. et al. (2006). «The DNA sequence and biological annotation of human chromosome 1». Nature 441 (7091): 315-21. Bibcode:2006Natur.441..315G. PMID 16710414. doi:10.1038/nature04727.
- Ewing RM; Chu P; Elisma F; Li, Hongyan; Taylor, Paul; Climie, Shane; McBroom-Cerajewski, Linda; Robinson, Mark D et al. (2007). «Large-scale mapping of human protein–protein interactions by mass spectrometry». Mol. Syst. Biol. 3 (1): 89. PMC 1847948. PMID 17353931. doi:10.1038/msb4100134.

- Datos: Q17833958